# Ingleside
Ingleside és una població dels Estats Units a l'estat de Texas. Segons el cens del 2000 tenia 9.388 habitants.

## Demografia
Segons el cens del 2000, Ingleside tenia 9.388 habitants, 2.980 habitatges, i 2.226 famílies. La densitat de població era de 251,7 habitants/km².
Dels 2.980 habitatges en un 45,4% hi vivien nens de menys de 18 anys, en un 60,7% hi vivien parelles casades, en un 9,5% dones solteres, i en un 25,3% no eren unitats familiars. En el 20% dels habitatges hi vivien persones soles el 5,5% de les quals corresponia a persones de 65 anys o més que vivien soles. El nombre mitjà de persones vivint en cada habitatge era de 2,87 i el nombre mitjà de persones que vivien en cada família era de 3,33.
Per edats la població es repartia de la següent manera: un 29,8% tenia menys de 18 anys, un 15,9% entre 18 i 24, un 33,3% entre 25 i 44, un 15,1% de 45 a 60 i un 5,9% 65 anys o més.
L'edat mediana era de 28 anys. Per cada 100 dones de 18 o més anys hi havia 126,6 homes.
La renda mediana per habitatge era de 37.789 $ i la renda mediana per família de 42.247 $. Els homes tenien una renda mediana de 30.051 $ mentre que les dones 20.847 $. La renda per capita de la població era de 16.050 $. Aproximadament el 7,2% de les famílies i el 19,2% de la població estaven per davall del llindar de pobresa.

## Poblacions més properes
El següent diagrama mostra les poblacions més properes.